# 鮑麒
鮑麒（1434年—？），字仲瑞，浙江溫州府平陽縣人，民籍。明朝政治人物。同進士出身。

## 生平
成化元年（1465年）乙酉科浙江鄉試第七十名。成化五年（1469年）乙丑科會試第一百十三名，殿試登進士第三甲第一百三十七名。

## 家族
曾祖鮑德善。祖父鮑士高，贈刑科給事中。父亲鮑叔茂。